# Nebulosa de Gum

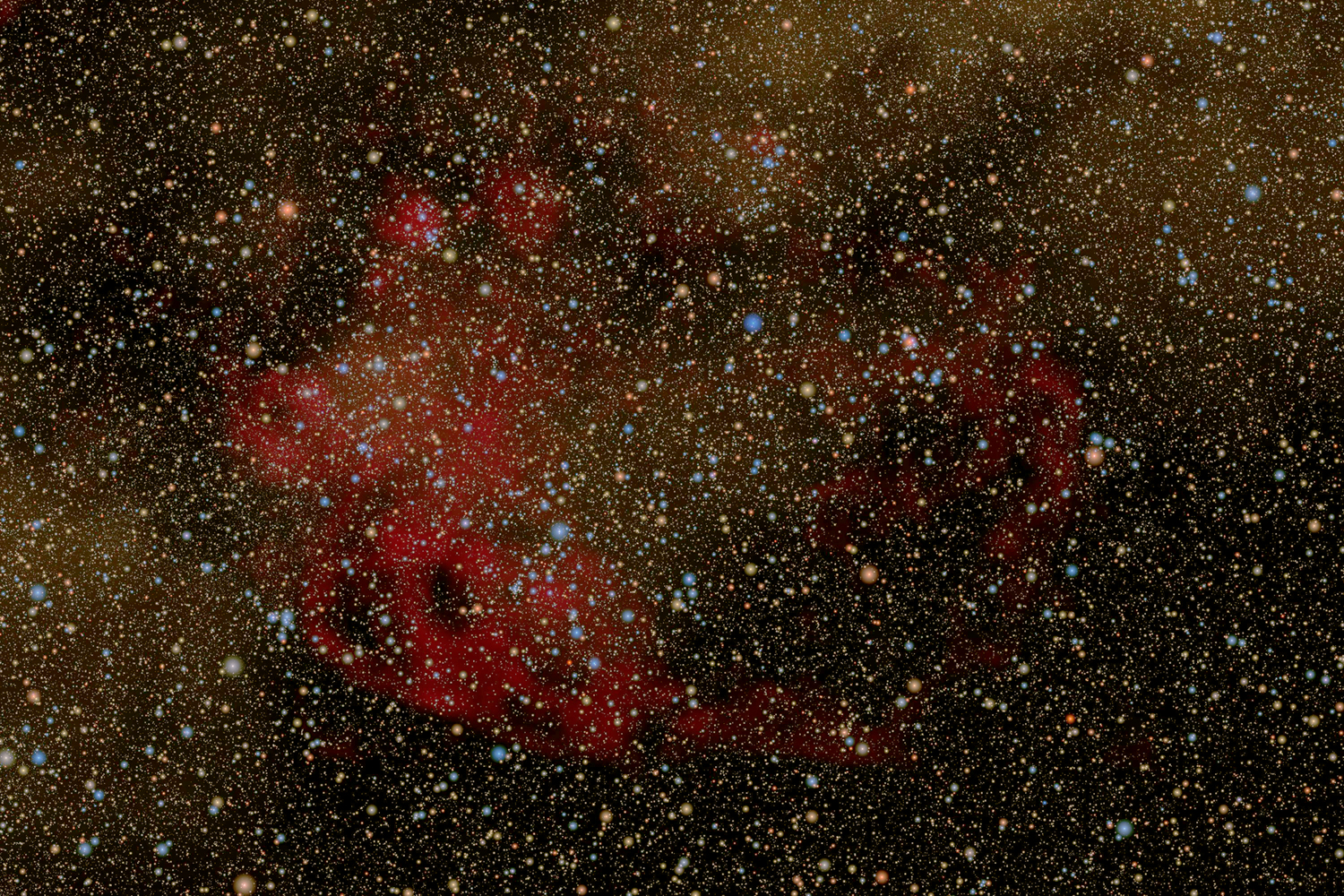
Nebulosa de Gum

A Nebulosa de Gum (Gum 12) é uma nebulosa de emissão que pode ser encontrada no sul das constelações de Puppis e Vela. Encontra-se a aproximadamente 400 parsecs da Terra. Difícil de distinguir, acredita-se ser uma grande expansão (e ainda em expansão) de restos de uma supernova que ocorreu há cerca de um milhão de anos. Ela contém em si um remanescente menor e mais jovem, a Supernova de Vela, juntamente com o Pulsar de Vela.

## Denominação
Tem o nome de seu descobridor, o astrônomo australiano Colin Stanley Gum (1924-1960). Gum publicou suas descobertas em 1955 em um trabalho chamado Um estudo de nebulosas difusas H-alfa do Sul.